# بالتاناس
بالتاناس (به اسپانیایی: Baltanás) یک شهرستان در اسپانیا است که در استان پالنسیا واقع شده‌است.

## خصوصیات
بالتاناس ۱۵۸٫۸۵ کیلومترمربع مساحت و ۱٬۴۵۲ نفر جمعیت دارد و ۷۸۰ متر بالاتر از سطح دریا واقع شده‌است.